# وانگ هوان
وانگ هوان (انگلیسی: Wang Huan؛ زادهٔ ۱۸ اکتبر ۱۹۹۷) بازیکن واترپلو اهل چین است.
وی در مسابقات کشوری و بین‌المللی در مجموع برندهٔ ۱ مدال طلا شده‌است.